# エスパーニャ・ベルデ

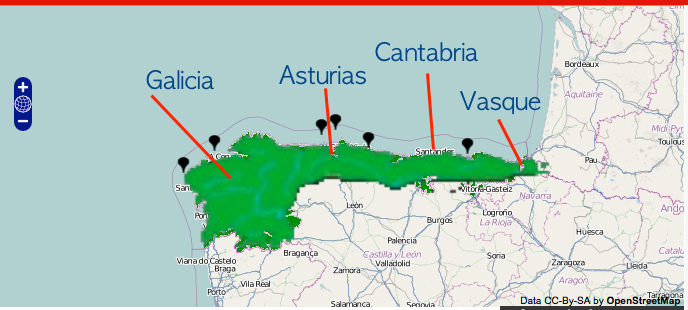
エスパーニャ・ベルデの位置

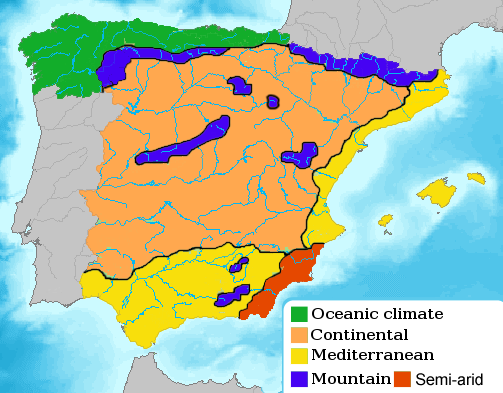
スペインの気候区分

エスパーニャ・ベルデ（スペイン語: España Verde）は、スペイン北部の大西洋沿岸部を指す際に使用される。英語ではグリーン・スペイン（英語: Green Spain）。カンタブリア山脈やバスク山脈の北側を指し、ガリシア州、アストゥリアス州、カンタブリア州、バスク自治州（北側半分）などが含まれる。

## 気候と風景
湿度が高く温暖な西岸海洋性気候(Cfb)であり、緑豊かな牧草地や森林があることから「エスパーニャ・ベルデ」（緑のスペイン）と呼ばれる。アイルランド、イギリス、フランス西海岸などと良く似た風景が広がっている。フェーン効果（南から吹く温かく乾燥した風）の影響で、南部の山脈斜面は「雨の陰」（雨雲の風下にあり雨が少ない地域）にあたる。エスパーニャ・ベルデはイベリア半島中央部の乾燥した高原（メセタ）とは対照的であるが、10月から11月には山脈から南東風が吹くため、フェーン効果が逆転して北海岸にフェーン風が吹き、乾燥してメセタよりも温かくなる。
年間平均降水量は1,200mmであり、中央ヨーロッパ内陸部のどの地域よりも多く、一般的に乾燥しているとされるスペインの他地域よりも多い。夏季のアストゥリアス州の平均気温は摂氏20度から22度であり、ヨーロッパでもっとも穏やかな気候の地域のひとつである。降水の大部分はエスパーニャ・ベルデの西部（ガリシア州）からもたらされる。その地域の緯度に応じて、湿った風が南に下がるか、またはカンタブリア山脈に押されて北にとどまる。

## 固有種
この地域に特徴的な種にはブナやカシなどが挙げられる。20世紀後半、特に沿岸地域で天然林が伐採されて製紙業界が商用利用し、ユーカリやラジアータパインなどの人工林に置き換えられた。ピレネー山脈はカンタブリア山脈と同様の地質構造であるとされることもあり、かつてはエスパーニャ・ベルデに含まれていたが、降雨のパターンが異なり、また一般的な風景は純粋な大西洋沿岸部より高山的である。

## ギャラリー

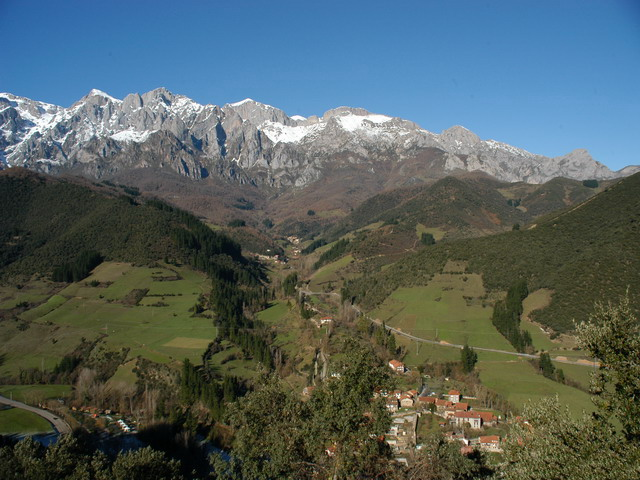
ピコス・デ・エウロパ
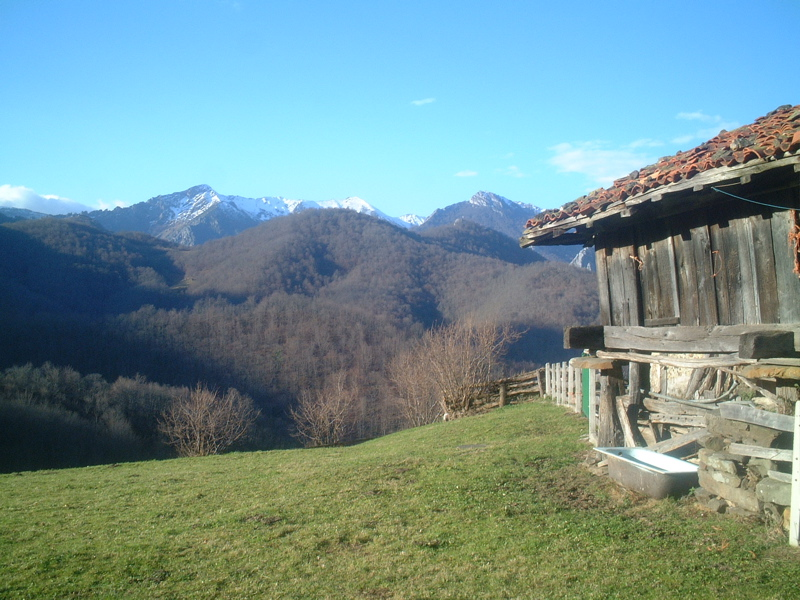
伝統的なオレオ（穀倉）
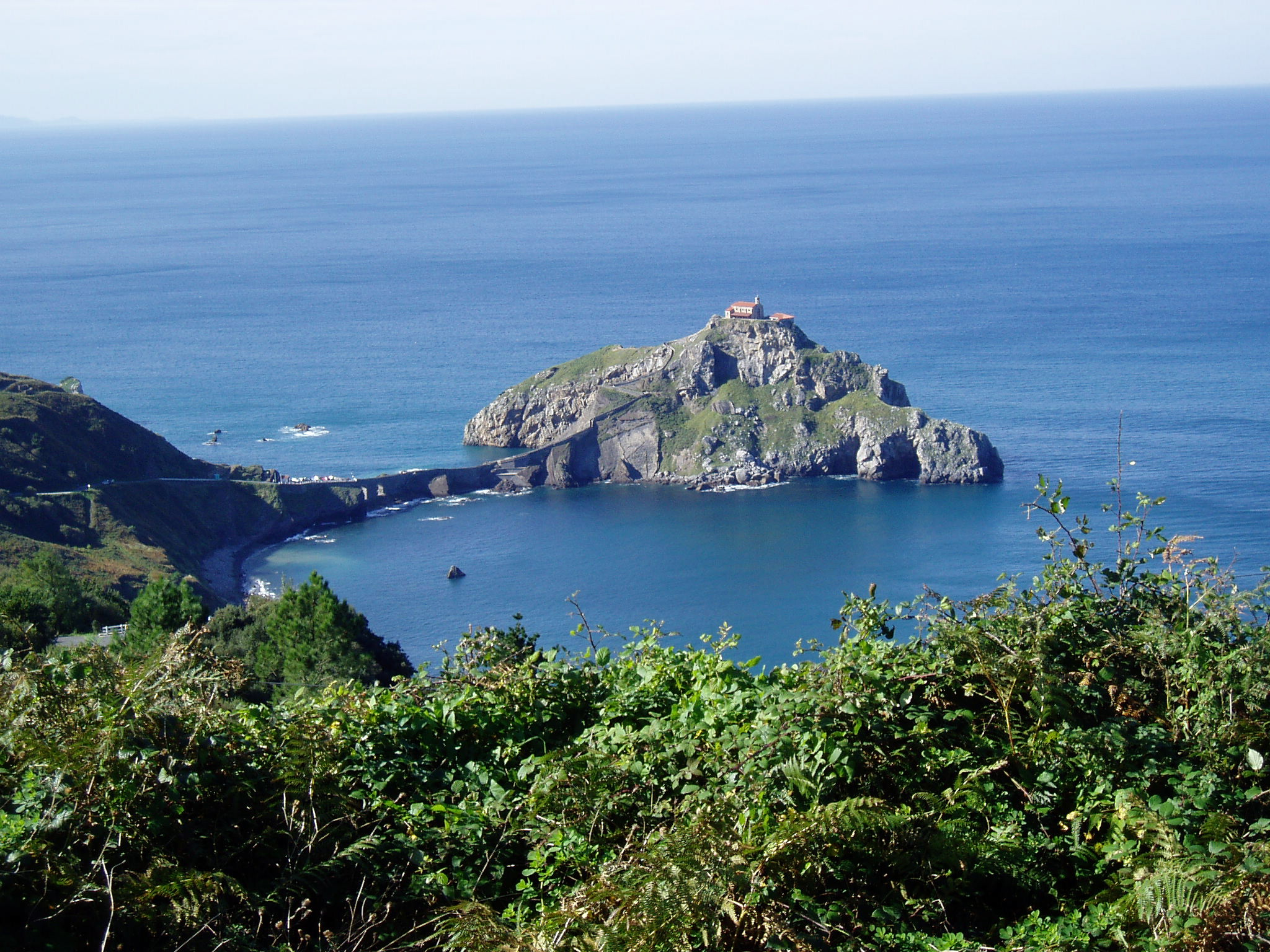
バスク海岸
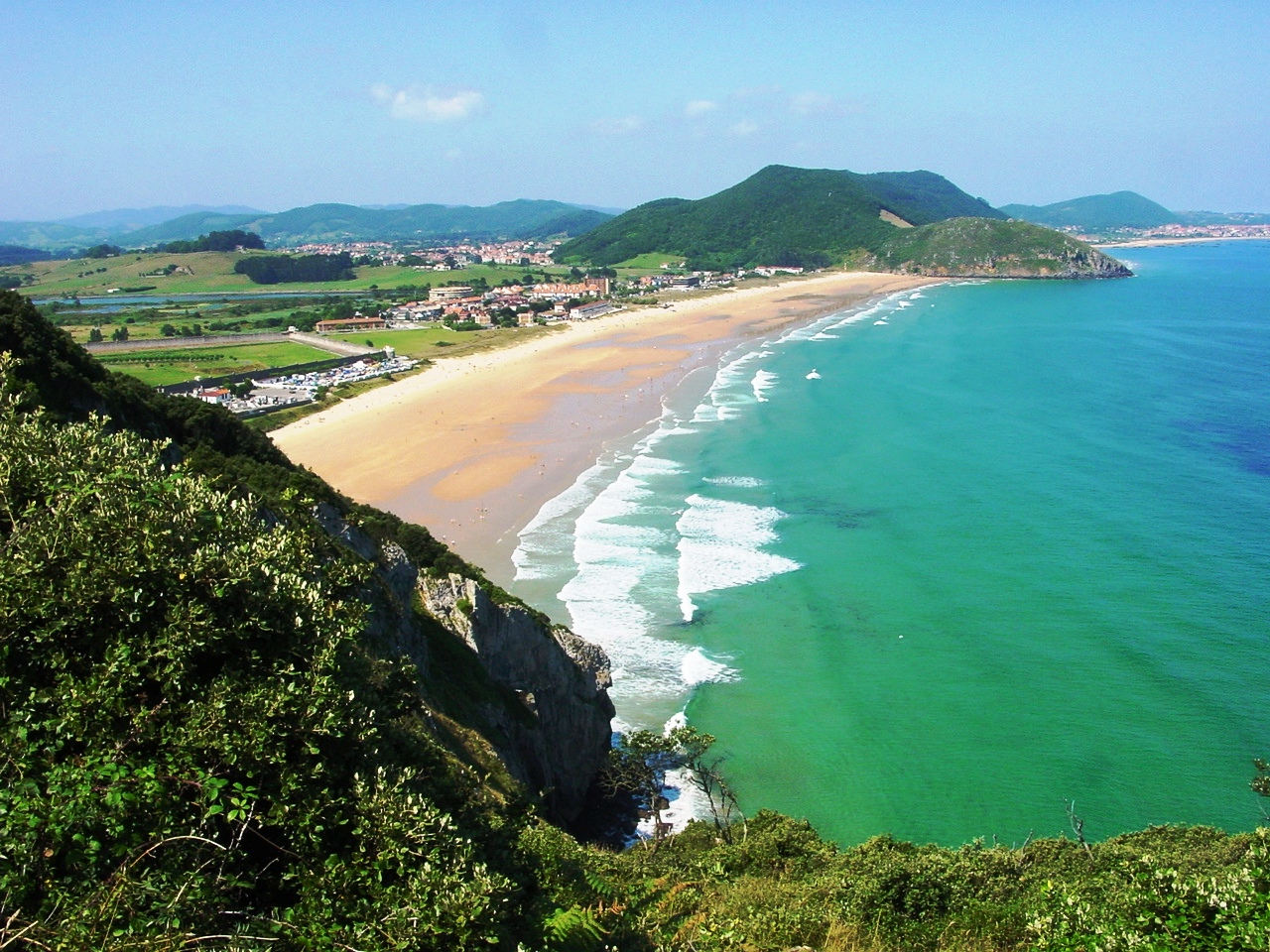
カンタブリア海岸
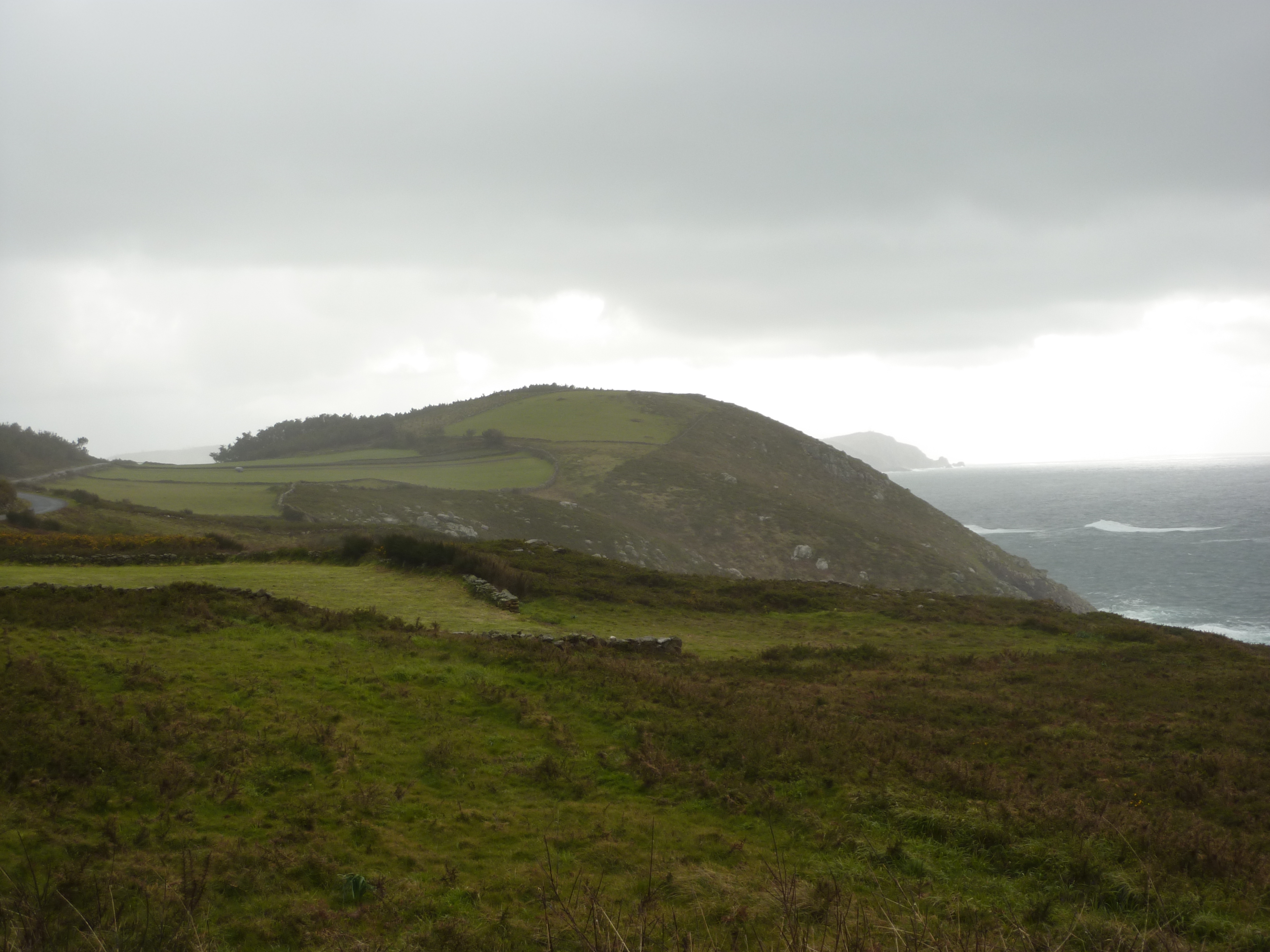
ガリシア海岸
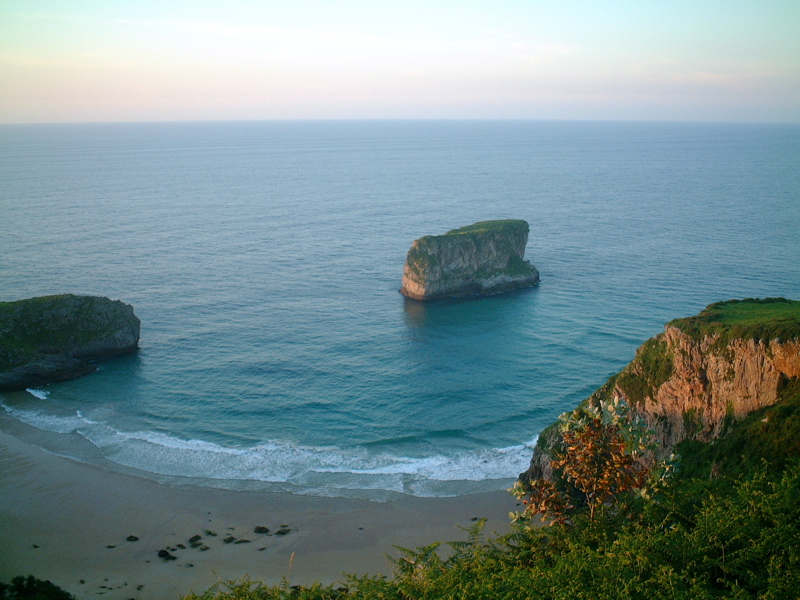
アストゥリアス海岸